# كامل العسلي
كامل جميل العسلي (9 نوفمبر 1925 – 26 أكتوبر 1995) كاتب وباحث ومترجم فلسطيني.

## سيرته
وُلد كامل جميل العسلي في مدينة القدس بتاريخ 9 نوفمبر 1925 وتلقى تعليمه فيها، ثم نال شهادة الثانوية من الكلية الرشيدية بالقدس عام 1943، وحصل على شهادة البكالوريوس في الآداب من جامعة لندن عام 1950.
عمل أستاذًا في معهد خضوري في مدينة طولكرم، كما عمل مذيعًا ومحررًا في الإذاعة الأردنية، ثم عمل محررًا ومنتجًا في إذاعة القاهرة عام 1957. في عام 1959 انتنقل إلى برلين وحصل هناك عام 1967 على درجة الدكتوراه ثم عاد عام 1968 إلى الأردن، وعين مديرًا لمكتبة الجامعة الأردنية حتى عام 1983.

## مؤلفاته
من مُؤلفاته:
- تعليم الألمانية، عام 1962.[3]
- الثامن عشر من برومير، ترجمة، عام 1965.[3]
- معاهد العلم في بيت المقدس، عام 1981.[3]
- أجدادنا في ثرى بيت المقدس، عام 1981.[3]
- وثائق مقدسية تاريخية، جزآن، عامي 1983 و1985.[3]
- تراث فلسطين في كتابات عبد الله مخلص، دراسة.[3]
- الدراسة العلمية لتاريخ القدس وأثرها في القضية الفلسطينية، دراسة.[3]
- الدكتور فؤاد، مسرحية.[3]

## أوسمة وجوائز
نال كامل العسلي عدة تكريمات، منها:
- جائزة أحسن كتاب صدر في الآداب والفنون، عام 1982، من مؤسسة الكويت للتقدم العلمي.[4]
- وسام القدس للثقافة والفنون والآداب، عام 1990، من رئيس منظمة التحرير الفلسطينية ياسر عرفات.[1]

## وفاته
توفي كامل العسلي بتاريخ 26 أكتوبر 1995 في العاصمة الأردنية عمان.

## ندوة استذكارية
في 18 مارس 2008 أقامت الجامعة الأردنية ندوة استذكارية عن كامل العسلي، بحضور عدد من الأدباء والكتاب والشخصيات منهم خالد الكركي وهند أبو الشعر وعدنان البخيت ورائف نجم.